# Bank of Ceylon
Bank of Ceylon est un groupe bancaire publique srilankais, qui est l’une des principales banques du pays.

## Histoire
- 1939 : fondation de Bank of Ceylon (BoC).
- 1941 : BoC ouvre sa première agence à Kandy.
- 1949 : BoC ouvre sa première agence à l’international à Londres.
- 1961 : le groupe est nationalise par le gouvernement srilankais.
- 1981 : la première agence Bank of Ceylon est ouverte à Malé aux Maldives.
- 1996 : création de Nepal Bank of Ceylon en coentreprise avec un partenaire local, BoC possède 45 % de cette nouvelle entité.
- 2002 : Bank of Ceylon reçoit l’autorisation de la Banque Centrale népalaise de vendre ses 35 % dans NBC à son partenaire. La banque est renommée Nepal Credit and Commerce Bank.
- 2003 : BoC acquiert 15 % de Dawood Bank au Pakistan.